# 中川村 (静岡県引佐郡)
中川村（なかがわむら）は静岡県の西部、引佐郡に属していた村である。現在の浜松市浜名区中部にあたる。

## 地理
- 湖沼：浜名湖
- 河川：都田川

## 教育機関
中川村立中川小学校（現・浜松市立中川小学校）
中川中学校(合併後の1969年、細江町立気賀中学校と統合、町立細江中学校となる(現・浜松市立細江中学校))。

## 歴史
- 1889年（明治22年）4月1日 - 町村制の施行により、中川村および三和村の一部（旧石岡村・五日市場村）が合併して発足。
- 1951年（昭和26年）
  - 大字中川の一部を気賀町に編入。
  - 気賀町の一部（大字広岡の一部）を編入。
- 1955年（昭和30年）4月1日 - 気賀町と合併して細江町が発足。同日中川村廃止。
- 2005年（平成17年）7月1日 - 細江町が浜松市に編入。
- 2007年（平成19年）4月1日 - 浜松市が政令指定都市に移行。旧村域が北区となる。
- 2024年（令和6年）1月1日 - 浜松市の行政区再編により、旧村域が浜名区となる。

## 交通

### 鉄道路線
- 遠州鉄道
  - 奥山線
    - 祝田駅 - （金指駅） - 岡地駅

現在は旧岡地駅付近に天竜浜名湖鉄道天竜浜名湖線の岡地駅が所在するが、当時は未開業。

### バス
- 遠鉄バス
  - 40 気賀三ヶ日線
  - 43 引佐線
  - 44 伊平線
  - 45 奥山線
- 浜松市細江地域バス「細江みをつくしバス」（予約制）

### 道路
現在は旧村内を国道257号と国道362号が通るが、合併当時は未制定。